# ماركو فورستر
ماركو فورستر (بالألمانية: Marco Förster)‏ (23 أبريل 1976 في ألمانيا - ) هو لاعب كرة قدم ألماني (وحمل سابقاً جنسية ألمانيا الشرقية) في مركز الدفاع. لعب مع إثنيكوس وروت فايس إيسن ولوكوموتيف لايبزيغ ونادي لاريسا وInter Leipzig ‏ وAthinaikos A.C. ‏ وAEP Paphos FC ‏ وAthinaikos F.C. ‏ وFSV Zwickau ‏ ونادي أكراتيتوس ‏ وAnagennisi Karditsa ‏ وIlisiakos A.O. ‏.

## وصلات خارجية
- ماركو فورستر على موقع قاعدة بيانات كرة القدم.إي يو (الإنجليزية)
- ماركو فورستر على موقع بيانات كرة القدم. دي إي (الألمانية)